# Drexel University College of Medicine
Le Collège universitaire de médecine Drexel ou Drexel University College of Medicine en anglais, est la faculté de médecine de l’Université Drexel.

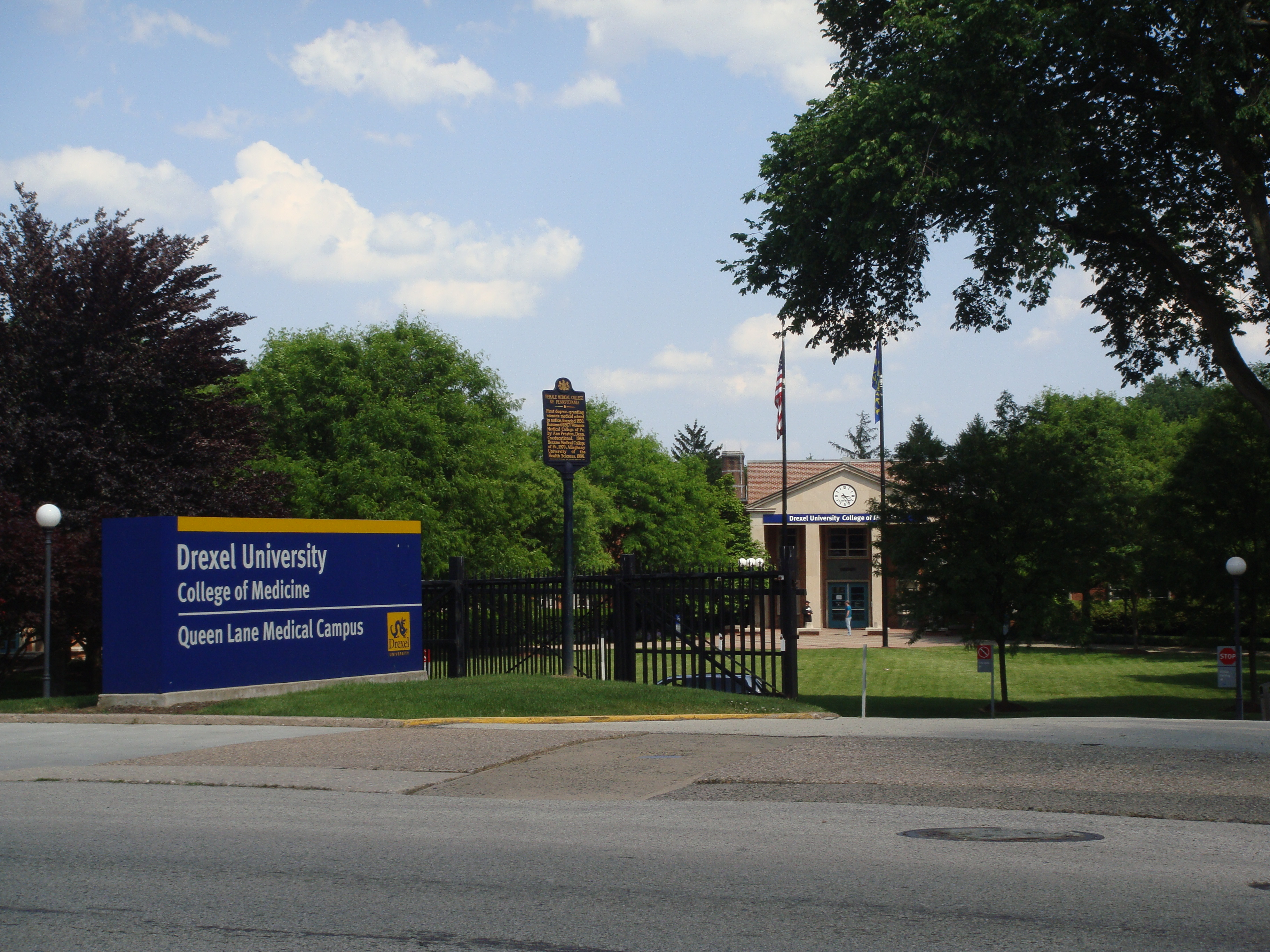
Le campus médical de Queen Lane.

C’est la faculté de médecine privée avec le plus grand nombre d’inscription aux États-Unis.[réf. nécessaire] Elle est née de la fusion de deux établissements : la première faculté pour femmes en médecine du pays (la Women's Medical College of Pennsylvania ou en français le Collège médical pour femmes de Pennsylvanie) ainsi que le premier collège d’homéopathie du pays.[réf. nécessaire]
En mars 2017, la faculté a été classée au 83e rang selon l’éditeur privé U.S. News & World Report.